# Chthonerpeton viviparum
Chthonerpeton viviparum là một loài lưỡng cư thuộc họ Caeciliidae.
Đây là loài đặc hữu của Brasil.
Môi trường sống tự nhiên của chúng là rừng ôn đới, sông ngòi, sông có nước theo mùa, đầm nước, hồ nước ngọt, đầm nước ngọt, đầm nước ngọt có nước theo mùa, vùng đồng cỏ, đất có tưới tiêu, đất nông nghiệp có lụt theo mùa, và kênh đào và mương rãnh.